# Kaj Bertramsen
Kaj Albert Hans Bertramsen (født 13. februar 1913 i Berlin, død 29. juli 1944 i Narva, Estland) var en tyskfødt dansk nazistisk soldat, der under 2. verdenskrig gjorde tjeneste på tysk side og i Frikorps Danmark. Kaj Bertramsen var født i Tyskland, men blev dansk statsborger.
I juli 1941 meldte han sig til Frikorps Danmark. I den danske hær nåede Kaj Betramsen rang af sekondløjtnant, og derfor blev han indrulleret i Waffen-SS med en tilsvarende rang som Untersturmführer.
I Frikorpset gjorde han tjeneste i reservekompagniet og var ikke med ved fronten, da korpset skulle kæmpe ved Demjansk og senere ved Welikije Luki. I stedet beskæftigede han sig bag fronten med at uddanne nye rekrutter, som kunne udfylde de voksende huller efter de sårede og faldne.
I maj 1943 fulgte Kaj Bertramsen med, da Frikorpset blev brugt til oprettelsen af SS-Panzergrenadier-Regiment 24 "Danmark" i 11. SS-Panzergrenadier-Division "Nordland". Uddannelsen af nye rekrutter til divisionens mange enheder blev derefter samlet i en uddannelsesreservebataljon, hvor han kom til at gøre tjeneste.
Bertramsen kom til fronten sammen med SS-Panzergrenadier-Regiment 24 "Danmark" og var blandt andet tilknyttet 2. bataljon, hvor han i en periode var kompagnifører for 6. kompagni. I januar 1944 blev han delingsfører for en motorcykeldeling. Senere ankom han til 3. bataljon, hvor han den 29. juli 1944 under de hårde kampe ved Kinderheimhöhe måtte overtage 11. kompagni, da dettes chef Hauptsturmführer Paul Trautwein blev såret. Senere faldt Kaj Bertramsen under de hårde kampe.